# XYLON
XYLON (xylon – griechisch: Holz) ist die internationale Vereinigung der Holzschneider.

## Geschichte
Die internationale Vereinigung der Holzschneider Xylon (XYLON Société Internationale des Graveurs sur Bois) wurde 1953 in Zürich gegründet, um das Wirken der 1944 in Bern entstandenen schweizerischen Vereinigung Xylos auf internationaler Ebene zu erweitern. Xylon International war in den Anfängen fast ausschließlich dem Holzschnitt verpflichtet. Heute sind alle Hochdrucktechniken einbezogen, unabhängig von den verwendeten Materialien wie Linol, Gips, Kunststoff und andere.
Der belgische Holzschneider Frans Masereel (1889–1972) war neben Emil Zbinden Gründungsmitglied und erster Präsident der Xylon International. Johannes Lebek (1901–1985) war einer der deutschen Gründungsmitglieder.

## Organisation
Autonome Sektionen, die das Gerüst der Xylon International bilden, gibt es zurzeit in Argentinien, Belgien, Deutschland, Frankreich, Italien, Kanada, Österreich, Polen, Schweden und der Schweiz.
Das wichtigste Ziel ist es, Künstler zusammenbringen, die die Technik des künstlerischen Hochdrucks pflegen und weltweit dieses Ausdrucksmittel fördern.
Zu den vielfältigen Aktivitäten der Sektionen gehören die Organisation von Ausstellungen, auch im Austausch mit anderen Sektionen, Werkstätten und „workshops“, die Herausgabe von Kunstmappen, Zeitschriften, Broschüren und Büchern.

## Triennale Xylon
Xylon International organisiert die internationale Triennale XYLON, zu welcher traditionell auch Nichtmitglieder zugelassen sind. Dies nicht zuletzt um Entwicklungen und Strömungen zu Orten und neue Mitglieder zu gewinnen.
Xylon 1 wurde 1953 in der Kunsthalle Zürich eröffnet, weitere Triennalen gingen von Genf und Fribourg aus.
Von 1983 bis 2000 wurden die Triennalen vom Gewerbemuseum Winterthur (Schweiz) organisiert.
Seit 2005 hat XYLON International ihren Sitz in Saint-Louis (Frankreich), wo am 15. Februar 2008 die Vernissage zur Eröffnung der XYLON 14 stattfand.

## Bekannte Mitglieder
- Uwe Bremer
- Franz Bucher
- HAP Grieshaber
- Erich Heckel
- Heinz Keller
- Gerhard Marcks
- Frans Masereel, erster Präsident
- Ewald Mataré
- Otto Pankok
- Max Pechstein
- Martin Thönen, ehemaliger Präsident
- Conrad Westpfahl
- Robert Wyss (Präsident 1970–1991)